# Lavoixia
Lavoixia é um género botânico pertencente à família Arecaceae. Contém a seguinte espécie:
- Lavoixia macrocarpa

1. ↑  «Lavoixia — World Flora Online». www.worldfloraonline.org. Consultado em 19 de agosto de 2020